# Saut en hauteur sans élan aux Jeux olympiques de 1912
Pour un article plus général, voir Athlétisme aux Jeux olympiques de 1912.
Navigation
Londres 1908

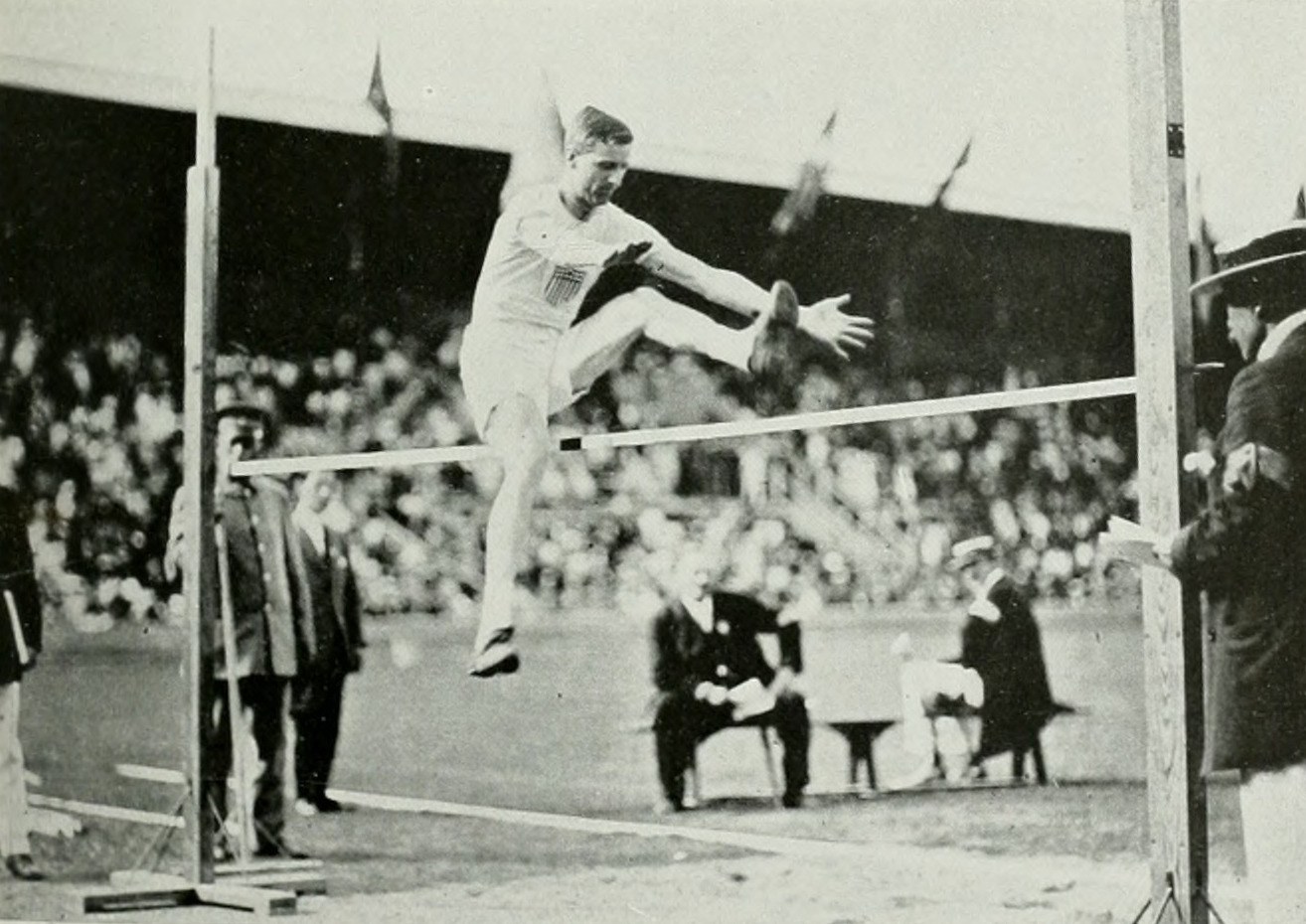

L'épreuve du saut en hauteur sans élan aux Jeux olympiques de 1912 s'est déroulée le 13 juillet 1912 au Stade olympique de Stockholm, en Suède. Elle est remportée par l'Américain Platt Adams.